# Gare de La Basse-Indre - Saint-Herblain
Gare de La Basse-Indre - Saint-Herblain vasútállomás Franciaországban, Saint-Herblain településen.

## Vasútvonalak
Az állomást az alábbi vasútvonalak érintik:
- Tours–Saint-Nazaire-vasútvonal

## Kapcsolódó állomások
A vasútállomáshoz az alábbi állomások vannak a legközelebb:
- Gare de Couëron (Gare de Saint-Nazaire, Tours–Saint-Nazaire-vasútvonal)
- Gare de Chantenay (Gare de Tours, Tours–Saint-Nazaire-vasútvonal)